# Krimi zprávy
Krimi zprávy jsou zpravodajský pořad televize Prima, vysílaný od roku 2010.

## O pořadu
Krimi zprávy obsahují zpravodajství odhalující nezákonnost a kriminální praktiky. Pořad přibližuje práci policistů a záchranářů a přináší také informace o kriminálních kauzách, jejich vývoji a jejich pachatelích.
Od roku 2010 pořad moderovali Patrik Kaizr a Barbora Kozáková, k nimž se v roce 2011 přidal Roman Pech a později také Michal Janotka. V roce 2018 byl pořad zrušen a začleněn do Velkých zpráv.
V roce 2020 bylo vysílání samostatného pořadu spolu se startem zpravodajské stanice CNN Prima News obnoveno, pořad je živě vysílán každý všední den odpoledne na TV Prima a CNN Prima News. O víkendu odpoledne je na CNN Prima News vysílán pořad Krimi zprávy – souhrn týdne, obsahující výběr reportáží z Krimi zpráv uplynulého týdne. Od roku 2020 pořad moderují Michal Janotka, Ondřej Pořízek a Václav Janata, bývalí reportéři Krimi zpráv, v roce 2021 se k nim přidali Jaroslav Kasnar a Eva Jarkovská.
V roce 2021 byla přidána druhá relace pořadu, jež je vysílána denně od 19.40 po Hlavních zprávách na TV Prima a CNN Prima News.